# Stepnoi (Astracan)
Stepnoi (en rus: Степной) és un poble (un possiólok) de l'óblast d'Astracan, a Rússia, segons el cens del 2010 tenia 62 habitants.